# باهوکلات
 باهوکلات، روستایی در دهستان باهوکلات بخش باهوکلات شهرستان دشتیاری در استان سیستان و بلوچستان ایران است. این روستا، مرکز بخش باهوکلات است.

## جمعیت
بر پایه سرشماری عمومی نفوس و مسکن در سال ۱۳۹۵، جمعیت این روستا برابر با ۱٬۰۵۵ نفر (۲۲۱ خانوار) بوده‌است.